# Hieroglyphus daganensis
Espèce
Hieroglyphus daganensis, le criquet du riz, est une espèce d'insectes orthoptères de la famille des Acrididae.

## Distribution
Cette espèce se rencontre en Afrique de l'Ouest.

## Description
C'est une espèce univoltine.

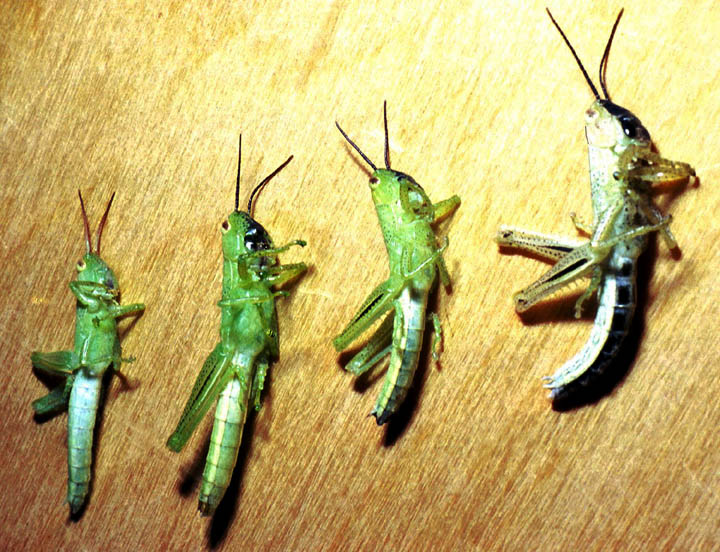
Hieroglyphus daganensis

Cet insecte au comportement grégaire est un ravageur des cultures de riz dans les pays du Sahel.

## Publication originale
- Krauss, 1877 : Orthopteres vom Senegal, gesammelt von Dr. Franz Steinduchner. Sitzungsberichte der Österreichischen Akademie der Wissenschaften. Mathematisch-Naturwissenschaftliche Klasse (Abt. 1). vol. 76, no 1, p. 29-63  (texte intégral).